# Отворено првенство Њемачке у тенису за жене
Отворено првенство Њемачке је био тениски турнир за жене који се играо у Берлину, у Њемачкој. Први пут је игран 1896. године, што га чини једним од најстаријих тениских турнира за жене.
Током година име турнира се мијењало:
- 1971–1979: German Open
- 1980: турнир није одржан
- 1981–1988: German Open
- 1989–1990: Lufthansa Cup
- 1991–1992: Lufthansa Cup German Open
- 1993–2000: German Open
- 2001–2002: Eurocard German Open
- 2003: MasterCard German Open
- 2004: Ladies German Open
- 2005: Qatar Total German Open
- 2006–2008: Qatar Telecom German Open

## Финала

### Појединачно
| Година | Побједник             | Финалиста             | Резултат           |
| ------ | --------------------- | --------------------- | ------------------ |
| 1971   | Били Џин Кинг         | Хелга Нисен Мастхоф   | 6–3, 6–2           |
| 1972   | Хелга Нисен Мастхоф   | Линда Туеро           | 6–3, 3–6, 8–6      |
| 1973   | Хелга Нисен Мастхоф   | Пет Волкден           | 6–4, 6–1           |
| 1974   | Хелга Нисен Мастхоф   | Мартина Навратилова   | 6–4, 5–7, 7–3      |
| 1975   | Рената Томанова       | Казуко Савамацу       | 7–6, 5–7, 10–8     |
| 1976   | Сју Баркер            | Рената Томанова       | 6–3, 6–1           |
| 1977   | Лора Дупон            | Хајди Ајстерленер     | 6–1, 6–4           |
| 1978   | Мима Јаушовец         | Вирђинија Рузич       | 6–2, 6–3           |
| 1979   | Каролина Стол         | Регина Маршикова      | 7–6, 6–0           |
| 1980   | турнир није одржан    | турнир није одржан    | турнир није одржан |
| 1981   | Регина Маршикова      | Ивана Мадруга         | 6–2, 6–1           |
| 1982   | Бетина Бунге          | Кети Риналди          | 6–2, 6–2           |
| 1983   | Крис Еверт            | Кетлин Хорват         | 6–4, 7–6           |
| 1984   | Клаудија Коде-Килш    | Кетлин Хорват         | 7–6(8), 6–1        |
| 1985   | Крис Еверт            | Штефи Граф            | 6–4, 7–5           |
| 1986   | Штефи Граф            | Мартина Навратилова   | 6–2, 6–3           |
| 1987   | Штефи Граф            | Клаудија Коде-Килш    | 6–2, 6–3           |
| 1988   | Штефи Граф            | Хелена Сукова         | 6–3, 6–2           |
| 1989   | Штефи Граф            | Габријела Сабатини    | 6–3, 6–1           |
| 1990   | Моника Селеш          | Штефи Граф            | 6–4, 6–3           |
| 1991   | Штефи Граф            | Аранча Санчез Викарио | 6–3, 4–6, 7–6(6)   |
| 1992   | Штефи Граф            | Аранча Санчез Викарио | 4–6, 7–5, 6–2      |
| 1993   | Штефи Граф            | Габријела Сабатини    | 7–6(3), 2–6, 6–4   |
| 1994   | Штефи Граф            | Бренда Шулц-Макарти   | 7–6(6), 6–4        |
| 1995   | Аранча Санчез Викарио | Магдалена Малејева    | 6–4, 6–1           |
| 1996   | Штефи Граф            | Карина Хабшудова      | 4–6, 6–2, 7–5      |
| 1997   | Мери Џо Фернандез     | Мери Пирс             | 6–2, 3–6, 6–2      |
| 1998   | Кончита Мартинез      | Амели Моресмо         | 6–4, 6–4           |
| 1999   | Мартина Хингис        | Жили Алар Декижи      | 6–0, 6–1           |
| 2000   | Кончита Мартинез      | Аманда Куцер          | 6–1, 6–2           |
| 2001   | Амели Моресмо         | Џенифер Капријати     | 6–4, 2–6, 6–3      |
| 2002   | Жистин Енен           | Серена Вилијамс       | 6–2, 1–6, 7–6(5)   |
| 2003   | Жистин Енен           | Ким Клајстерс         | 6–4, 4–6, 7–5      |
| 2004   | Амели Моресмо         | Винус Вилијамс        | предаја            |
| 2005   | Жистин Енен           | Нађа Петрова          | 6–3, 4–6, 6–3      |
| 2006   | Нађа Петрова          | Жистин Енен           | 4–6, 6–4, 7–5      |
| 2007   | Ана Ивановић          | Светлана Кузњецова    | 3–6, 6–4, 7–6(4)   |
| 2008   | Динара Сафина         | Јелена Дементјева     | 3–6, 6–2, 6–2      |